# Stsviha
Stsviha (vitryska: Сцвіга) är ett vattendrag i Belarus. Det ligger i den centrala delen av landet, 210 km söder om huvudstaden Minsk.